# Ruder-Europameisterschaften
Ruder-Europameisterschaften sind vom Weltruderverband FISA ausgetragene Wettkämpfe für europäische Nationalmannschaften zur Ermittlung der Europameister im Rudern. Die ersten Europameisterschaften wurden 1893 ausgetragen. Seitdem fand dieser Wettbewerb mit kleineren Unterbrechungen wegen der Weltkriege zunächst jährlich statt, seit 1954 auch für Frauen. Als 1962 die Ruder-Weltmeisterschaften eingeführt wurden, fanden in den Weltmeisterschafts- und Olympiajahren Europameisterschaften nur für Frauen statt. Da ab 1974 die Weltmeisterschaften jährlich und auch für Frauen ausgetragen wurden, fanden somit keine Europameisterschaften mehr statt.
Nach über dreißigjähriger Pause wurden die Europameisterschaften 2007 wieder eingeführt und werden seitdem jährlich in den olympischen Bootsklassen ausgetragen. Seit 2011 gibt es auch Junioren-Europameisterschaften, deren erste Ausgabe in Kruszwica, Polen stattfand. Seit 2022 werden Europameisterschaften im Küstenrudern ausgetragen.

## Austragungsorte
| Jahr                                                                                | Datum                                                    | Austragungsort                                           | Regattastrecke                                           | Bootsklassen                                             | Bootsklassen                                             | Bootsklassen                                             | Bootsklassen                                             | Anmerkung                                                                  |
| Jahr                                                                                | Datum                                                    | Austragungsort                                           | Regattastrecke                                           | Männer                                                   | Frauen                                                   | Para                                                     | Gesamt                                                   | Anmerkung                                                                  |
| ----------------------------------------------------------------------------------- | -------------------------------------------------------- | -------------------------------------------------------- | -------------------------------------------------------- | -------------------------------------------------------- | -------------------------------------------------------- | -------------------------------------------------------- | -------------------------------------------------------- | -------------------------------------------------------------------------- |
| 1893                                                                                |                                                          | Ortasee, Italien                                         | Ortasee                                                  | 3                                                        | —                                                        | —                                                        | 3                                                        | zu dieser Zeit wurden keine Wettbewerbe für Frauen ausgetragen             |
| 1894                                                                                | 16. September                                            | Mâcon, Frankreich                                        | Saône                                                    | 4                                                        | —                                                        | —                                                        | 4                                                        | zu dieser Zeit wurden keine Wettbewerbe für Frauen ausgetragen             |
| 1895                                                                                | 15. September                                            | Ostende, Belgien                                         | Brügge-Ostende-Kanal                                     | 4                                                        | —                                                        | —                                                        | 4                                                        | zu dieser Zeit wurden keine Wettbewerbe für Frauen ausgetragen             |
| 1896                                                                                | 6. September                                             | Genf, Schweiz                                            | Genfersee                                                | 4                                                        | —                                                        | —                                                        | 4                                                        | zu dieser Zeit wurden keine Wettbewerbe für Frauen ausgetragen             |
| 1897                                                                                | 8. September                                             | Pallanza, Italien                                        | Lago Maggiore                                            | 4                                                        | —                                                        | —                                                        | 4                                                        | zu dieser Zeit wurden keine Wettbewerbe für Frauen ausgetragen             |
| 1898                                                                                | August                                                   | Turin, Italien                                           | Po                                                       | 5                                                        | —                                                        | —                                                        | 5                                                        | zu dieser Zeit wurden keine Wettbewerbe für Frauen ausgetragen             |
| 1899                                                                                | August                                                   | Ostende, Belgien                                         | Brügge-Ostende-Kanal                                     | 5                                                        | —                                                        | —                                                        | 5                                                        | zu dieser Zeit wurden keine Wettbewerbe für Frauen ausgetragen             |
| 1900                                                                                | September                                                | Paris, Frankreich                                        | Seine                                                    | 5                                                        | —                                                        | —                                                        | 5                                                        | zu dieser Zeit wurden keine Wettbewerbe für Frauen ausgetragen             |
| 1901                                                                                | August                                                   | Zürich, Schweiz                                          | Zürichsee                                                | 5                                                        | —                                                        | —                                                        | 5                                                        | zu dieser Zeit wurden keine Wettbewerbe für Frauen ausgetragen             |
| 1902                                                                                | August                                                   | Straßburg / Kehl, Deutsches Reich                        | Rhein                                                    | 5                                                        | —                                                        | —                                                        | 5                                                        | zu dieser Zeit wurden keine Wettbewerbe für Frauen ausgetragen             |
| 1903                                                                                | August                                                   | Venedig, Italien                                         | Giudecca Kanal                                           | 5                                                        | —                                                        | —                                                        | 5                                                        | zu dieser Zeit wurden keine Wettbewerbe für Frauen ausgetragen             |
| 1904                                                                                | August                                                   | Paris, Frankreich                                        | Seine                                                    | 5                                                        | —                                                        | —                                                        | 5                                                        | zu dieser Zeit wurden keine Wettbewerbe für Frauen ausgetragen             |
| 1905                                                                                | 27. August                                               | Gent, Belgien                                            | Kanal Gent–Terneuzen                                     | 5                                                        | —                                                        | —                                                        | 5                                                        | zu dieser Zeit wurden keine Wettbewerbe für Frauen ausgetragen             |
| 1906                                                                                | 9. September                                             | Pallanza, Italien                                        | Lago Maggiore                                            | 5                                                        | —                                                        | —                                                        | 5                                                        | zu dieser Zeit wurden keine Wettbewerbe für Frauen ausgetragen             |
| 1907                                                                                | August                                                   | Straßburg / Kehl, Deutsches Reich                        | Rhein                                                    | 5                                                        | —                                                        | —                                                        | 5                                                        | zu dieser Zeit wurden keine Wettbewerbe für Frauen ausgetragen             |
| 1908                                                                                | 30. August                                               | Luzern, Schweiz                                          | Vierwaldstättersee                                       | 5                                                        | —                                                        | —                                                        | 5                                                        | zu dieser Zeit wurden keine Wettbewerbe für Frauen ausgetragen             |
| 1909                                                                                | 22. August                                               | Paris, Frankreich                                        | Seine                                                    | 5                                                        | —                                                        | —                                                        | 5                                                        | zu dieser Zeit wurden keine Wettbewerbe für Frauen ausgetragen             |
| 1910                                                                                | 15. August                                               | Ostende, Belgien                                         | Brügge-Ostende-Kanal                                     | 5                                                        | —                                                        | —                                                        | 5                                                        | zu dieser Zeit wurden keine Wettbewerbe für Frauen ausgetragen             |
| 1911                                                                                | 10. September                                            | Como, Italien                                            | Comer See                                                | 5                                                        | —                                                        | —                                                        | 5                                                        | zu dieser Zeit wurden keine Wettbewerbe für Frauen ausgetragen             |
| 1912                                                                                | 18. August                                               | Genf, Schweiz                                            | Genfersee                                                | 5                                                        | —                                                        | —                                                        | 5                                                        | zu dieser Zeit wurden keine Wettbewerbe für Frauen ausgetragen             |
| 1913                                                                                | 24. August                                               | Gent, Belgien                                            | Kanal Gent–Terneuzen                                     | 5                                                        | —                                                        | —                                                        | 5                                                        | zu dieser Zeit wurden keine Wettbewerbe für Frauen ausgetragen             |
| 1914–1919: keine Austragung wegen des Ersten Weltkrieges                            |                                                          |                                                          |                                                          |                                                          |                                                          |                                                          |                                                          |                                                                            |
| 1920                                                                                |                                                          | Mâcon, Frankreich                                        | Saône                                                    | 5                                                        | —                                                        | —                                                        | 5                                                        | zu dieser Zeit wurden keine Wettbewerbe für Frauen ausgetragen             |
| 1921                                                                                |                                                          | Amsterdam, Niederlande                                   | Amstel                                                   | 5                                                        | —                                                        | —                                                        | 5                                                        | zu dieser Zeit wurden keine Wettbewerbe für Frauen ausgetragen             |
| 1922                                                                                |                                                          | Barcelona, Spanien                                       | Hafen von Barcelona                                      | 5                                                        | —                                                        | —                                                        | 5                                                        | zu dieser Zeit wurden keine Wettbewerbe für Frauen ausgetragen             |
| 1923                                                                                |                                                          | Como, Italien                                            | Comer See                                                | 5                                                        | —                                                        | —                                                        | 5                                                        | zu dieser Zeit wurden keine Wettbewerbe für Frauen ausgetragen             |
| 1924                                                                                |                                                          | Zürich, Schweiz                                          | Zürichsee                                                | 6                                                        | —                                                        | —                                                        | 6                                                        | zu dieser Zeit wurden keine Wettbewerbe für Frauen ausgetragen             |
| 1925                                                                                |                                                          | Prag, Tschechoslowakei                                   | Moldau                                                   | 7                                                        | —                                                        | —                                                        | 7                                                        | zu dieser Zeit wurden keine Wettbewerbe für Frauen ausgetragen             |
| 1926                                                                                |                                                          | Luzern, Schweiz                                          | Vierwaldstättersee                                       | 7                                                        | —                                                        | —                                                        | 7                                                        | zu dieser Zeit wurden keine Wettbewerbe für Frauen ausgetragen             |
| 1927                                                                                |                                                          | Como, Italien                                            | Comer See                                                | 7                                                        | —                                                        | —                                                        | 7                                                        | zu dieser Zeit wurden keine Wettbewerbe für Frauen ausgetragen             |
| 1928                                                                                | keine Austragung wegen der olympischen Ruderregatta 1928 | keine Austragung wegen der olympischen Ruderregatta 1928 | keine Austragung wegen der olympischen Ruderregatta 1928 | keine Austragung wegen der olympischen Ruderregatta 1928 | keine Austragung wegen der olympischen Ruderregatta 1928 | keine Austragung wegen der olympischen Ruderregatta 1928 | keine Austragung wegen der olympischen Ruderregatta 1928 | zu dieser Zeit wurden keine Wettbewerbe für Frauen ausgetragen             |
| 1929                                                                                |                                                          | Bydgoszcz, Polen                                         | Regattabahn Bromberg                                     | 7                                                        | —                                                        | —                                                        | 7                                                        | zu dieser Zeit wurden keine Wettbewerbe für Frauen ausgetragen             |
| 1930                                                                                |                                                          | Lüttich, Belgien                                         | Maas                                                     | 7                                                        | —                                                        | —                                                        | 7                                                        | zu dieser Zeit wurden keine Wettbewerbe für Frauen ausgetragen             |
| 1931                                                                                |                                                          | Paris, Frankreich                                        | Seine                                                    | 7                                                        | —                                                        | —                                                        | 7                                                        | zu dieser Zeit wurden keine Wettbewerbe für Frauen ausgetragen             |
| 1932                                                                                |                                                          | Belgrad, Jugoslawien                                     | Save                                                     | 7                                                        | —                                                        | —                                                        | 7                                                        | zu dieser Zeit wurden keine Wettbewerbe für Frauen ausgetragen             |
| 1933                                                                                |                                                          | Budapest, Ungarn                                         | Donau                                                    | 7                                                        | —                                                        | —                                                        | 7                                                        | zu dieser Zeit wurden keine Wettbewerbe für Frauen ausgetragen             |
| 1934                                                                                |                                                          | Luzern, Schweiz                                          | Rotsee                                                   | 7                                                        | —                                                        | —                                                        | 7                                                        | zu dieser Zeit wurden keine Wettbewerbe für Frauen ausgetragen             |
| 1935                                                                                |                                                          | Berlin, Deutsches Reich                                  | Regattastrecke Berlin-Grünau                             | 7                                                        | —                                                        | —                                                        | 7                                                        | zu dieser Zeit wurden keine Wettbewerbe für Frauen ausgetragen             |
| 1936                                                                                | keine Austragung wegen der olympischen Ruderregatta 1936 | keine Austragung wegen der olympischen Ruderregatta 1936 | keine Austragung wegen der olympischen Ruderregatta 1936 | keine Austragung wegen der olympischen Ruderregatta 1936 | keine Austragung wegen der olympischen Ruderregatta 1936 | keine Austragung wegen der olympischen Ruderregatta 1936 | keine Austragung wegen der olympischen Ruderregatta 1936 | zu dieser Zeit wurden keine Wettbewerbe für Frauen ausgetragen             |
| 1937                                                                                |                                                          | Amsterdam, Niederlande                                   | Bosbaan                                                  | 7                                                        | —                                                        | —                                                        | 7                                                        | zu dieser Zeit wurden keine Wettbewerbe für Frauen ausgetragen             |
| 1938                                                                                |                                                          | Mailand, Italien                                         | Idroscalo                                                | 7                                                        | —                                                        | —                                                        | 7                                                        | zu dieser Zeit wurden keine Wettbewerbe für Frauen ausgetragen             |
| 1939–1946: keine Austragung wegen des Zweiten Weltkrieges                           |                                                          |                                                          |                                                          |                                                          |                                                          |                                                          |                                                          |                                                                            |
| 1947                                                                                |                                                          | Luzern, Schweiz                                          | Rotsee                                                   | 7                                                        | —                                                        | —                                                        | 7                                                        | zu dieser Zeit wurden keine Wettbewerbe für Frauen ausgetragen             |
| 1948                                                                                | keine Austragung wegen der olympischen Ruderregatta 1948 | keine Austragung wegen der olympischen Ruderregatta 1948 | keine Austragung wegen der olympischen Ruderregatta 1948 | keine Austragung wegen der olympischen Ruderregatta 1948 | keine Austragung wegen der olympischen Ruderregatta 1948 | keine Austragung wegen der olympischen Ruderregatta 1948 | keine Austragung wegen der olympischen Ruderregatta 1948 | zu dieser Zeit wurden keine Wettbewerbe für Frauen ausgetragen             |
| 1949                                                                                |                                                          | Amsterdam, Niederlande                                   | Bosbaan                                                  | 7                                                        | —                                                        | —                                                        | 7                                                        | zu dieser Zeit wurden keine Wettbewerbe für Frauen ausgetragen             |
| 1950                                                                                |                                                          | Mailand, Italien                                         | Idroscalo                                                | 7                                                        | —                                                        | —                                                        | 7                                                        | zu dieser Zeit wurden keine Wettbewerbe für Frauen ausgetragen             |
| 1951                                                                                |                                                          | Mâcon, Frankreich                                        | Saône                                                    | 7                                                        | —                                                        | —                                                        | 7                                                        | zu dieser Zeit wurden keine Wettbewerbe für Frauen ausgetragen             |
| 1952                                                                                | keine Austragung wegen der olympischen Ruderregatta 1952 | keine Austragung wegen der olympischen Ruderregatta 1952 | keine Austragung wegen der olympischen Ruderregatta 1952 | keine Austragung wegen der olympischen Ruderregatta 1952 | keine Austragung wegen der olympischen Ruderregatta 1952 | keine Austragung wegen der olympischen Ruderregatta 1952 | keine Austragung wegen der olympischen Ruderregatta 1952 | zu dieser Zeit wurden keine Wettbewerbe für Frauen ausgetragen             |
| 1953                                                                                |                                                          | Kopenhagen, Dänemark                                     | Bagsværd-See                                             | 7                                                        | —                                                        | —                                                        | 7                                                        | zu dieser Zeit wurden keine Wettbewerbe für Frauen ausgetragen             |
| 1954                                                                                |                                                          | Amsterdam, Niederlande                                   | Bosbaan                                                  | 7                                                        | 5                                                        | —                                                        | 12                                                       |                                                                            |
| 1955                                                                                |                                                          | Gent, Belgien (Männer)                                   | Watersportbaan                                           | 7                                                        | 5                                                        | —                                                        | 12                                                       |                                                                            |
| 1955                                                                                |                                                          | Bukarest, Rumänien (Frauen)                              |                                                          | 7                                                        | 5                                                        | —                                                        | 12                                                       |                                                                            |
| 1956                                                                                |                                                          | Bled, Jugoslawien                                        | Bleder See                                               | 7                                                        | 5                                                        | —                                                        | 12                                                       |                                                                            |
| 1957                                                                                |                                                          | Duisburg, BR Deutschland                                 | Regattabahn Duisburg                                     | 7                                                        | 5                                                        | —                                                        | 12                                                       |                                                                            |
| 1958                                                                                |                                                          | Posen, Polen                                             | Jezioro Maltańskie                                       | 7                                                        | 5                                                        | —                                                        | 12                                                       |                                                                            |
| 1959                                                                                |                                                          | Mâcon, Frankreich                                        | Saône                                                    | 7                                                        | 5                                                        | —                                                        | 12                                                       |                                                                            |
| 1960                                                                                |                                                          | London, Vereinigtes Königreich                           | Welsh Harp                                               | 0                                                        | 5                                                        | —                                                        | 5                                                        | keine Männerwettbewerbe wegen der olympischen Ruderregatta 1960            |
| 1961                                                                                |                                                          | Prag, Tschechoslowakei                                   | Moldau                                                   | 7                                                        | 5                                                        | —                                                        | 12                                                       |                                                                            |
| 1962                                                                                |                                                          | Ost-Berlin, DDR                                          | Regattastrecke Berlin-Grünau                             | 0                                                        | 5                                                        | —                                                        | 5                                                        | keine Männerwettbewerbe wegen der Ruder-Weltmeisterschaften 1962           |
| 1963                                                                                |                                                          | Kopenhagen, Dänemark (Männer)                            | Bagsværd-See                                             | 7                                                        | 5                                                        | —                                                        | 12                                                       |                                                                            |
| 1963                                                                                |                                                          | Moskau (Frauen)                                          | Moskaukanal                                              | 7                                                        | 5                                                        | —                                                        | 12                                                       |                                                                            |
| 1964                                                                                |                                                          | Amsterdam, Niederlande                                   | Bosbaan                                                  | 7                                                        | 5                                                        | —                                                        | 12                                                       |                                                                            |
| 1965                                                                                |                                                          | Duisburg, BR Deutschland                                 | Regattabahn Duisburg                                     | 7                                                        | 5                                                        | —                                                        | 12                                                       |                                                                            |
| 1966                                                                                |                                                          | Amsterdam, Niederlande (Frauen)                          | Bosbaan                                                  | 0                                                        | 5                                                        | —                                                        | 5                                                        | keine Männerwettbewerbe wegen der Ruder-Weltmeisterschaften 1966           |
| 1967                                                                                |                                                          | Vichy, Frankreich                                        | Allier                                                   | 7                                                        | 5                                                        | —                                                        | 12                                                       |                                                                            |
| 1968                                                                                |                                                          | Ost-Berlin, DDR (Frauen)                                 | Regattastrecke Berlin-Grünau                             | 0                                                        | 5                                                        | —                                                        | 5                                                        | keine Männerwettbewerbe wegen der olympischen Ruderregatta 1968            |
| 1969                                                                                |                                                          | Klagenfurt, Österreich                                   | Wörthersee                                               | 7                                                        | 5                                                        | —                                                        | 12                                                       |                                                                            |
| 1970                                                                                |                                                          | Tata, Ungarn (Frauen)                                    | Öreg-See                                                 | 0                                                        | 5                                                        | —                                                        | 5                                                        | keine Männerwettbewerbe wegen der Ruder-Weltmeisterschaften 1970           |
| 1971                                                                                |                                                          | Kopenhagen, Dänemark                                     | Bagsværd-See                                             | 7                                                        | 5                                                        | —                                                        | 12                                                       |                                                                            |
| 1972                                                                                |                                                          | Brandenburg an der Havel, DDR (Frauen)                   | Regattastrecke Beetzsee                                  | 0                                                        | 5                                                        | —                                                        | 5                                                        | keine Männerwettbewerbe wegen der olympischen Ruderregatta 1972            |
| 1973                                                                                |                                                          | Moskau, Sowjetunion                                      | Ruderkanal Krylatskoje                                   | 7                                                        | 5                                                        | —                                                        | 12                                                       |                                                                            |
| 1974–2006: keine Austragung, stattdessen Weltmeisterschaften im jährlichen Rhythmus |                                                          |                                                          |                                                          |                                                          |                                                          |                                                          |                                                          |                                                                            |
| 2007                                                                                | 21.–23. September                                        | Posen, Polen                                             | Jezioro Maltańskie                                       | 8                                                        | 6                                                        | —                                                        | 14                                                       |                                                                            |
| 2008                                                                                | 19.–21. September                                        | Marathon, Griechenland                                   | Schinias                                                 | 8                                                        | 6                                                        | —                                                        | 14                                                       |                                                                            |
| 2009                                                                                | 18.–22. September                                        | Brest, Belarus                                           | Ruderkanal Brest                                         | 8                                                        | 6                                                        | —                                                        | 14                                                       |                                                                            |
| 2010                                                                                | 10.–12. September                                        | Montemor-o-Velho, Portugal                               | Céntro Náutico Montemor-o-Velho                          | 13                                                       | 9                                                        | —                                                        | 22                                                       |                                                                            |
| 2011                                                                                | 16.–18. September                                        | Plowdiw, Bulgarien                                       | Ruderkanal Plowdiw                                       | 8                                                        | 6                                                        | —                                                        | 14                                                       |                                                                            |
| 2012                                                                                | 14.–16. September                                        | Varese, Italien                                          | Lago di Varese                                           | 8                                                        | 9                                                        | —                                                        | 14                                                       |                                                                            |
| 2013                                                                                | 31. Mai–2. Juni                                          | Sevilla, Spanien                                         | Canal de Alfonso XIII                                    | 10                                                       | 7                                                        | —                                                        | 17                                                       |                                                                            |
| 2014                                                                                | 30. Mai–1. Juni                                          | Belgrad, Serbien                                         | Ada Ciganlija                                            | 10                                                       | 7                                                        | —                                                        | 17                                                       |                                                                            |
| 2015                                                                                | 29.–31. Mai                                              | Posen, Polen                                             | Jezioro Maltańskie                                       | 10                                                       | 7                                                        | —                                                        | 17                                                       |                                                                            |
| 2016                                                                                | 6.–8. Mai                                                | Brandenburg an der Havel, Deutschland                    | Regattastrecke Beetzsee                                  | 10                                                       | 7                                                        | —                                                        | 17                                                       |                                                                            |
| 2017                                                                                | 26.–28. Mai                                              | Račice u Štětí, Tschechien                               | Ruderkanal Račice                                        | 10                                                       | 8                                                        | —                                                        | 18                                                       |                                                                            |
| 2018                                                                                | 2.–5. August                                             | Glasgow, Vereinigtes Königreich                          | Strathclyde Loch                                         | 9                                                        | 8                                                        | —                                                        | 17                                                       | im Rahmen der Multisport-Europameisterschaften European Championships 2018 |
| 2019                                                                                | 31. Mai–2. Juni                                          | Luzern, Schweiz                                          | Rotsee                                                   | 9                                                        | 8                                                        | —                                                        | 17                                                       |                                                                            |
| seit 2020 mit Para-Rudern                                                           |                                                          |                                                          |                                                          |                                                          |                                                          |                                                          |                                                          |                                                                            |
| 2020                                                                                | 5.–7. Juni                                               | Posen, Polen                                             | Maltasee                                                 | 10                                                       | 8                                                        | 4                                                        | 22                                                       |                                                                            |
| 2021                                                                                | 9.–11. April                                             | Varese, Italien                                          | Lago di Varese                                           | 10                                                       | 8                                                        | 4                                                        | 22                                                       |                                                                            |
| 2022                                                                                | 11.–14. August                                           | München, Deutschland                                     | Regattastrecke Oberschleißheim                           | 10                                                       | 9                                                        | 4                                                        | 23                                                       | im Rahmen der Multisport-Europameisterschaften European Championships 2022 |
| 2023                                                                                | 25.–28. Mai                                              | Bled, Slowenien                                          | Bleder See                                               | 9                                                        | 8                                                        | 4                                                        | 21                                                       |                                                                            |
| 2024                                                                                | 25.–28. April                                            | Szeged, Ungarn                                           | Regattabahn Szeged                                       | 9                                                        | 8                                                        | 4                                                        | 21                                                       |                                                                            |
| 2025                                                                                | 28. Mai–1. Juli                                          | Plowdiw, Bulgarien                                       | Ruderkanal Plowdiw                                       |                                                          |                                                          |                                                          |                                                          |                                                                            |